# Holdasszövő lepke
A holdasszövő lepke (Actias luna) a rovarok (Insecta) osztályának, a lepkék (Lepidoptera) rendjéhez, ezen belül a pávaszemes lepkékhez tartozó faj.

Holdasszövő előbújik selyemgubójából

## Tudnivalók
Az Actias luna  egy nagy testű éjjeli lepke faj, amely Észak-Amerika egész területén honos, nem túl gyakori lepkefaj. A kifejlett egyedek szárnyainak fesztávolsága 12 cm körül van. Arról nevezetes, hogy az állatvilágban neki van a legfejlettebb szaglása: akár 11 km távolságból képes érzékelni a fajtársai által kibocsátott feromon részecskéket.